# Valiant (automerk)

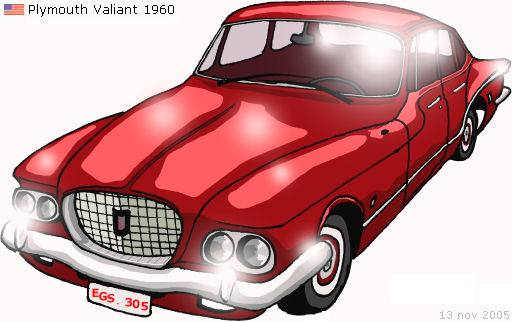
Valiant uit 1960.

De Valiant was een compact automodel dat geïntroduceerd werd door Chrysler. In de Verenigde Staten was de auto enkel in 1960 een apart merk. In Canada bestond het merk Valiant van 1960 tot 1966. In 1961 werd het model ondergebracht bij Plymouth waar het de Plymouth Valiant werd. Tijdens zijn bestaan werd het merk Valiant via de dealers van Chrysler-Plymouth en Plymouth-DeSoto verkocht.

## De naam
De naam Valiant werd gekozen na een enquête onder meer dan 2000 autobezitters in 15 steden in de VS. Valiant werd beter bevonden dan namen als Liberty en Columbia. Oorspronkelijk wilde men het model lanceren met de naam Falcon, maar vlak voor de introductie bleek die naam al geregistreerd te zijn door Ford. Snel werd een interne competitie op poten gezet waar de naam Valiant uiteindelijk als winnaar uitkwam.

## Aanleiding
In de jaren vijftig begonnen de Grote Drie - General Motors, Ford en Chrysler - te merken dat de import van compacte Europese auto's op de Amerikaanse markt toenam. Toenmalig directeur van Chrysler Tex Colbert richtte een commissie op die met een concurrent voor de buitenlandse merken op de proppen moest komen.

## Ontwikkeling
De commissie startte Project A901 met de codenaam Falcon. 200 ingenieurs gingen aan het werk in Chrysler's Midland Avenue-fabriek in Detroit. Daar werden 20 prototypes gebouwd en 57 motoren uitgetest. Het uitgangspunt was een kleinere en lichtere auto zonder aan binnen- of kofferruimte in te boeten. De auto mocht geen verkleinde middenklasser zijn. Nadruk werd ook gelegd op de wegligging, op het voorkomen en op geavanceerde technologie en efficiëntie van de motor. Voor die twee laatste punten werd de Europese auto als model genomen.
Voor de stijl was Chrysler's hoofdontwerper Vergil Exner verantwoordelijk. Hij ontwierp een sportief aandoende auto zonder de toen gebruikelijke hoge staartvinnen. Ook was erop gelet dat de auto er op afstand niet te klein uitzag. De Valiant kreeg een wielbasis van 2705 mm en een lengte van 4,67 meter. Het interieur werd ruim en comfortabel.
Voor het testen van de wielophanging en het reduceren van geluiden in het interieur werden IBM-computers gebruikt om de ontwikkelingskosten te drukken. De Valiant was een van de eerste auto's die met behulp van computers ontwikkeld werd en het zou nog 20 jaar duren voor dit standaard werd. Als de computer een ontwerp positief bevond werd er een prototype van gemaakt.
In het motorcompartiment kreeg de Valiant een nieuwe 6-in-lijnmotor of slant six. De 3687 cc leverde 101 pk, wat in die tijd zeer respectabel was. De motor werd gekoppeld aan een manuele 3-versnellingsbak of een automaat. De topsnelheid kwam uit op 95 km/u en het verbruik rond de 20 l per 100 km.

## De introductie
Bij de introductie van Valiant werd Chrysler in verlegenheid gebracht. Iemand van de marketingafdeling was op het idee gekomen om een 200-tal Valiants op te smukken tot taxi om hem zo voor te stellen in New York. Een uurtje na het begin stonden alle Valiant's met panne aan de kant. Ze werden weggesleept en terug naar de fabriek gestuurd.
Het bleek dat een olielek de bougies verzadigde als de motor stationnair draaide, waardoor die stilviel en niet meer kon starten. Twee weken later was het probleem opgelost, maar geen van de eerste exemplaren van de Valiant kon langer dan 15 minuten stilstaan met draaiende motor.
Toch werd de Valiant een succesvol model. Het eerste jaar werden 146.792 exemplaren verkocht. Het jaar daarop werd het Valiant-model overgeheveld naar Plymouth in een poging om de tegenvallende verkoopcijfers van Plymouth op te krikken.

## Canada
Ook in Canada werd Valiant in 1960 gelanceerd. In tegenstelling tot in de Verenigde Staten bleef de merknaam hier tot 1966 in gebruik. Van 1961 tot 1965 werd de Plymouth Valiant onder die naam verkocht. Van 1963 tot 1966 werd ook de Dodge Dart met aanpassingen als Valiant verkocht. Van 1964 tot 1965 werd de in Canada gebouwde Plymouth Barracuda in Canada als Valiant verkocht. Vanaf 1967 verdween het merk ook in Canada en kwam gewone invoer van Plymouth en Dodge ervoor in de plaats.

## Australië
In Australië werd de Valiant eerst geïmporteerd en later ook geproduceerd door Chrysler Australia, te beginnen vanaf 1962. De Australiërs waren ontevreden met de Amerikaanse stijl en ontwierpen in 1971 hun eigen VH Valiant. In 1981 verdwenen zowel Valiant als Chrysler van de Australische markt na de fusie van de lokale Chrysler-afdeling met Mitsubishi.